# Charles-Eugène Boucher de Boucherville
Pour les articles homonymes, voir Boucher de Boucherville, Boucher et Boucherville (homonymie).
Charles-Eugène Boucher de Boucherville, né le 4 mai 1822 à Montréal et mort le 10 septembre 1915 dans la même ville, est un médecin, seigneur et homme politique québécois. Membre du Parti conservateur du Québec, il est le premier ministre du Québec à deux occasions, soit de 1874 à 1878 et de 1891 à 1892.
Il est un descendant direct de Pierre Boucher, gouverneur de Trois-Rivières (1662-1667) et fondateur de la seigneurie de Boucherville, près de Montréal.

## Biographie
Charles-Eugène Boucher de Boucherville naît dans la noblesse canadienne-française, fils de Pierre de Boucherville et de Marguerite-Émilie Sabrevois de Bleury. Il est le frère de Georges Boucher de Boucherville et le neveu de Charles-Clément Sabrevois de Bleury.  
Devenu médecin, il pratique dans la région de Montréal jusqu'en 1860. L'année suivante, il se marie à Susan Elizabeth Morrogh, petite-fille de Roderick Mackenzie (en) et de sa première épouse, une Autochtone, et petite-nièce de Robert Lester. La même année, il est élu député à la Chambre d'assemblée du Canada-Uni, poste qu'il occupera jusqu'en 1867.  
Devenu veuf, Boucher de Boucherville se remarie en 1866 avec Céleste Lussier, fille de Félix Lussier, ancien seigneur de Varennes. Il devient conseiller législatif de la province de Québec l'année suivante, poste qu'il occupera jusqu'à sa mort.  
Boucher de Boucherville devient premier ministre du Québec en 1874 lorsque son prédécesseur, Gédéon Ouimet, doit démissionner en raison d'un scandale financier, constituant son premier gouvernement. Il remporte ensuite l'élection québécoise de 1875, mais est démis de ses fonctions le 8 mars 1878, dans un conflit avec le lieutenant-gouverneur Luc Letellier de Saint-Just. Letellier de Saint-Just refusait d'approuver une loi ayant été votée par les deux chambres de la législature québécoise qui aurait forcé les municipalités à payer pour la construction de chemins de fer. Le lieutenant-gouverneur dépose Boucher de Boucherville, et fait appel au chef de l'opposition, Henri-Gustave Joly de Lotbinière, pour former un gouvernement.
En 1879, Boucher de Boucherville est nommé au Sénat du Canada, où il représente la division sénatoriale de Montarville sous la bannière du Parti conservateur jusqu'à sa mort en 1915.
Le deuxième mandat de Boucher de Boucherville survient après qu'Honoré Mercier est démis de ses fonctions par le lieutenant-gouverneur Auguste-Réal Angers le 16 décembre 1891 sur des accusations de corruption. Mercier sera plus tard blanchi.
Après que le chef conservateur Louis-Olivier Taillon eut perdu l'élection de 1890 ainsi que sa propre circonscription, Jean Blanchet prend le poste de chef de l'Opposition conservatrice au gouvernement Mercier. Blanchet, cependant, démissionne le 19 septembre 1891 pour être nommé juge. Le lieutenant-gouverneur a donc besoin d'un conservateur pour remplir le poste de premier ministre, et se tourne vers Boucher de Boucherville, alors conseiller législatif.
Boucher de Boucherville sert une année, mais démissionne lorsque l'ancien premier ministre conservateur Joseph-Adolphe Chapleau est nommé à titre de lieutenant-gouverneur en décembre 1892. Les relations entre les deux hommes étaient tendues.
En 1894, Boucher de Boucherville est fait compagnon de l'ordre de Saint-Michel et Saint-Georges par la reine Victoria. Vingt ans plus tard, il est anobli par le roi Georges V et reçoit le titre de chevalier bachelier. À partir de ce moment, on accole l'adresse « sir » à son nom. 
Il meurt à l'Institut des sourdes-muettes, rue Saint-Denis à Montréal à 20h45 le 10 septembre 1915.

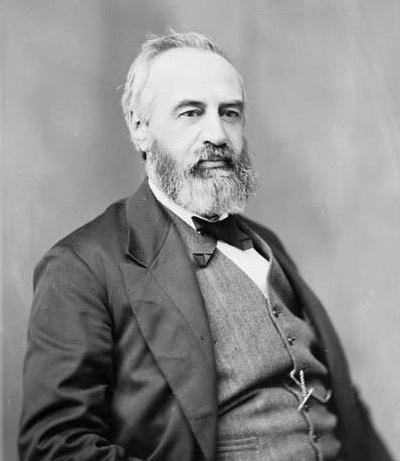
Charles-Eugène Boucher de Boucherville, en 1879.

## Généalogie

Registres de l'état civil du Québec
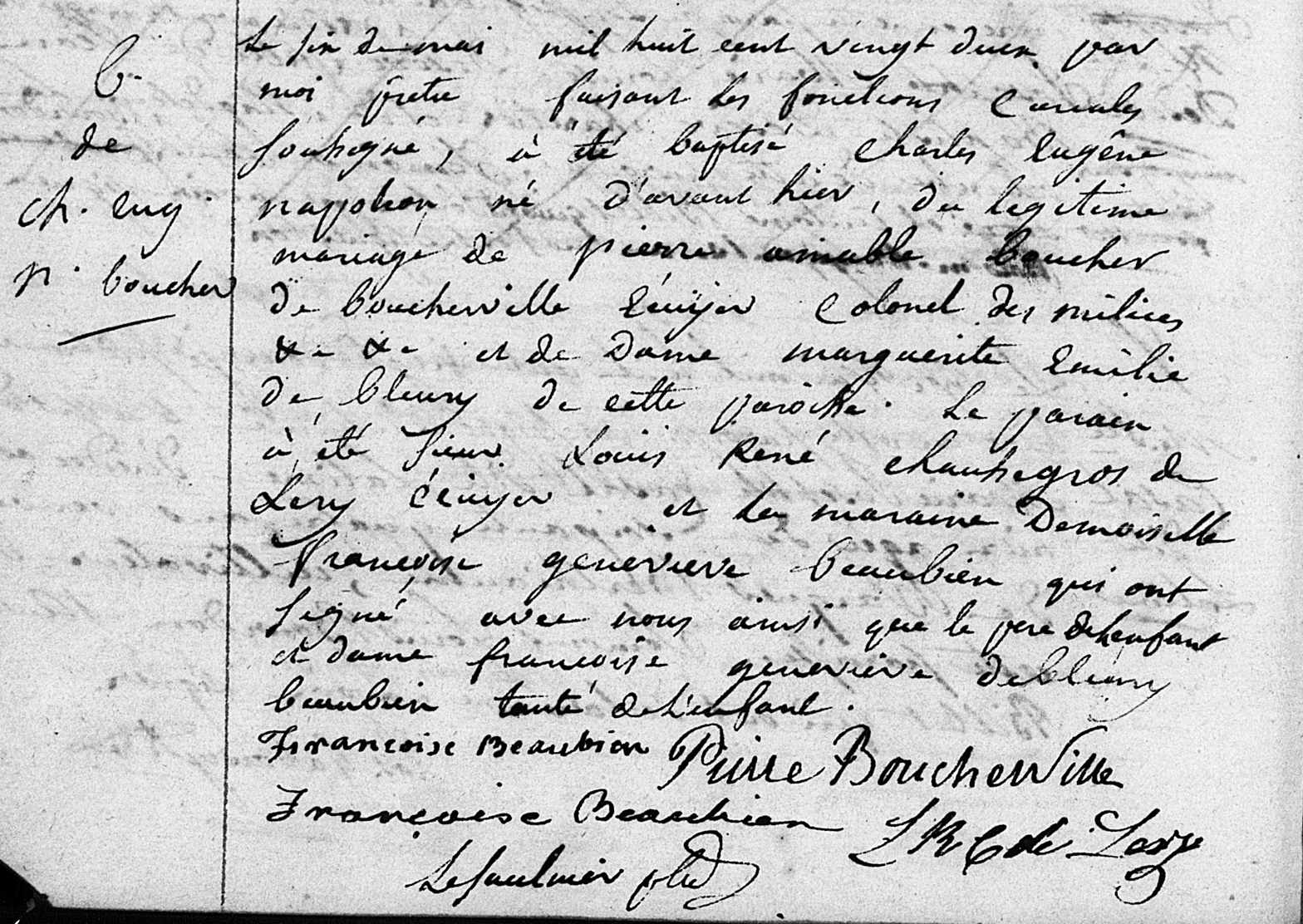
Acte de baptême de Charles Eugêne Napoleon Boucher de Boucherville. 6 mai 1822. Paroisse Notre-Dame de la ville de Montréal.
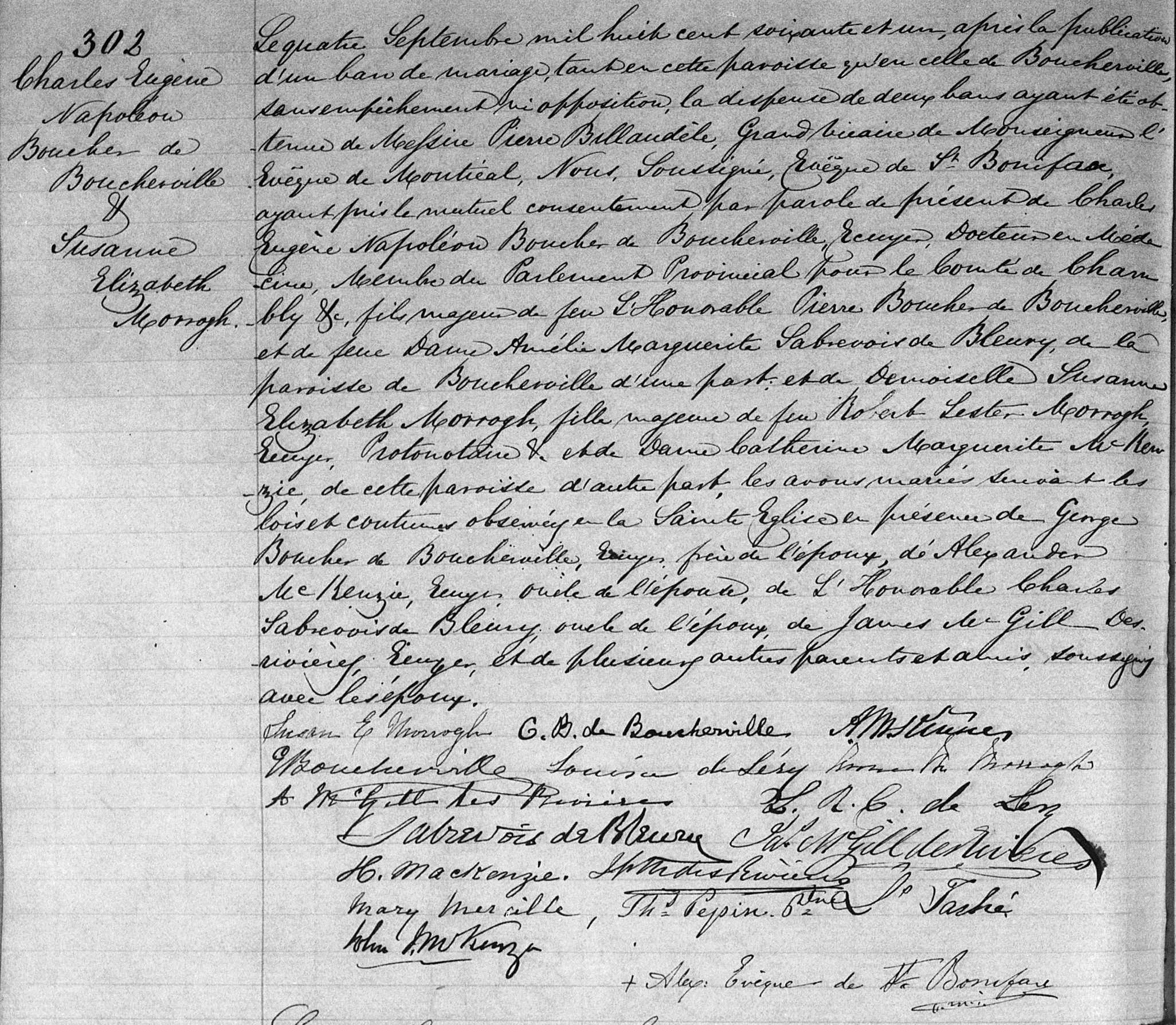
Acte de mariage entre Charles Eugène Napoléon Boucher de Boucherville et Susanne Elizabeth Morrogh. 4 septembre 1861. Paroisse Notre-Dame de la ville de Montréal.
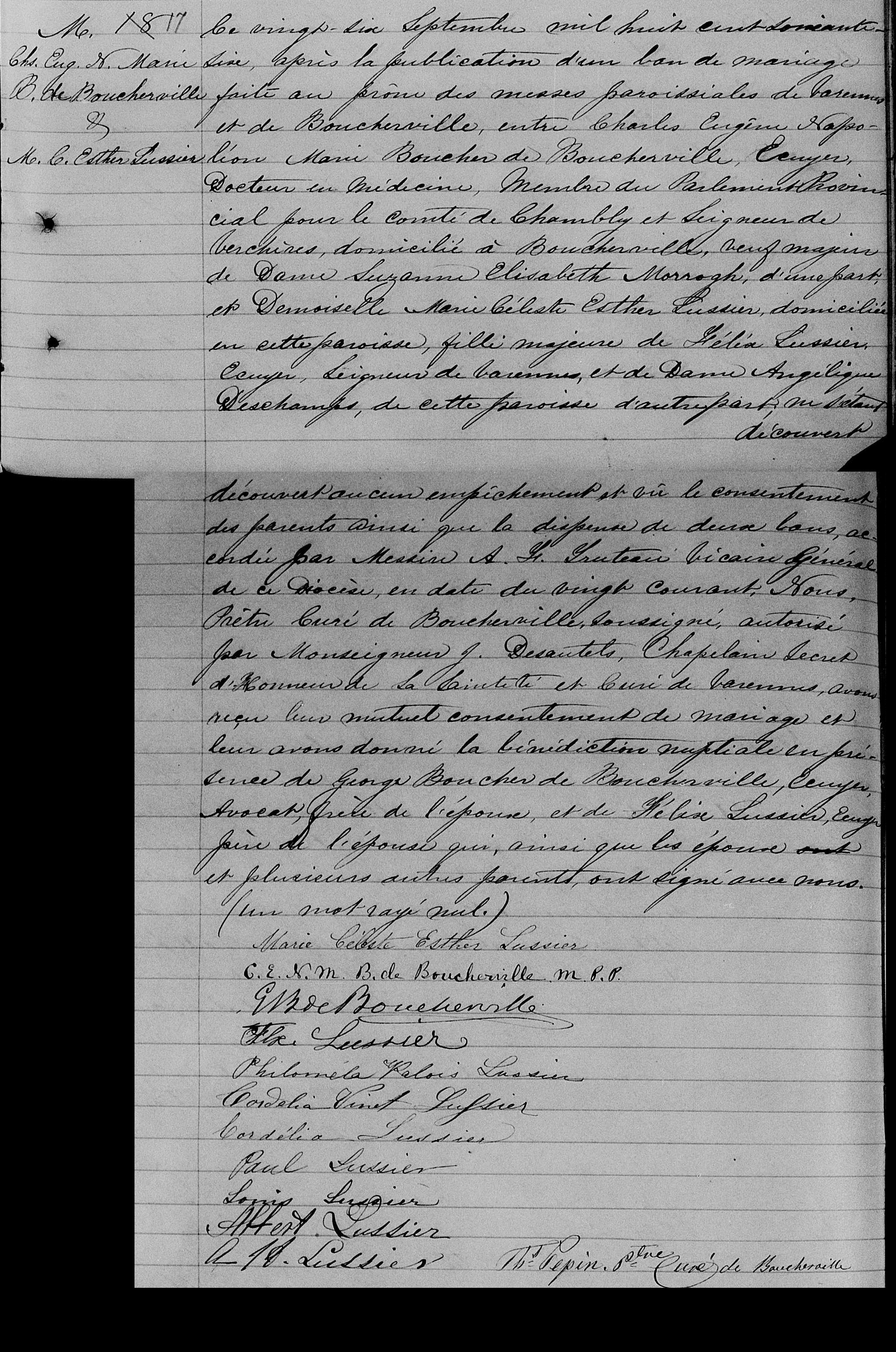
Acte de mariage entre Charles Eugêne Napoléon Marie Boucher de Boucherville et Marie Céleste Esther Lussier. 26 septembre 1866. Paroisse Sainte-Anne-de-Varennes de la ville de Varennes.
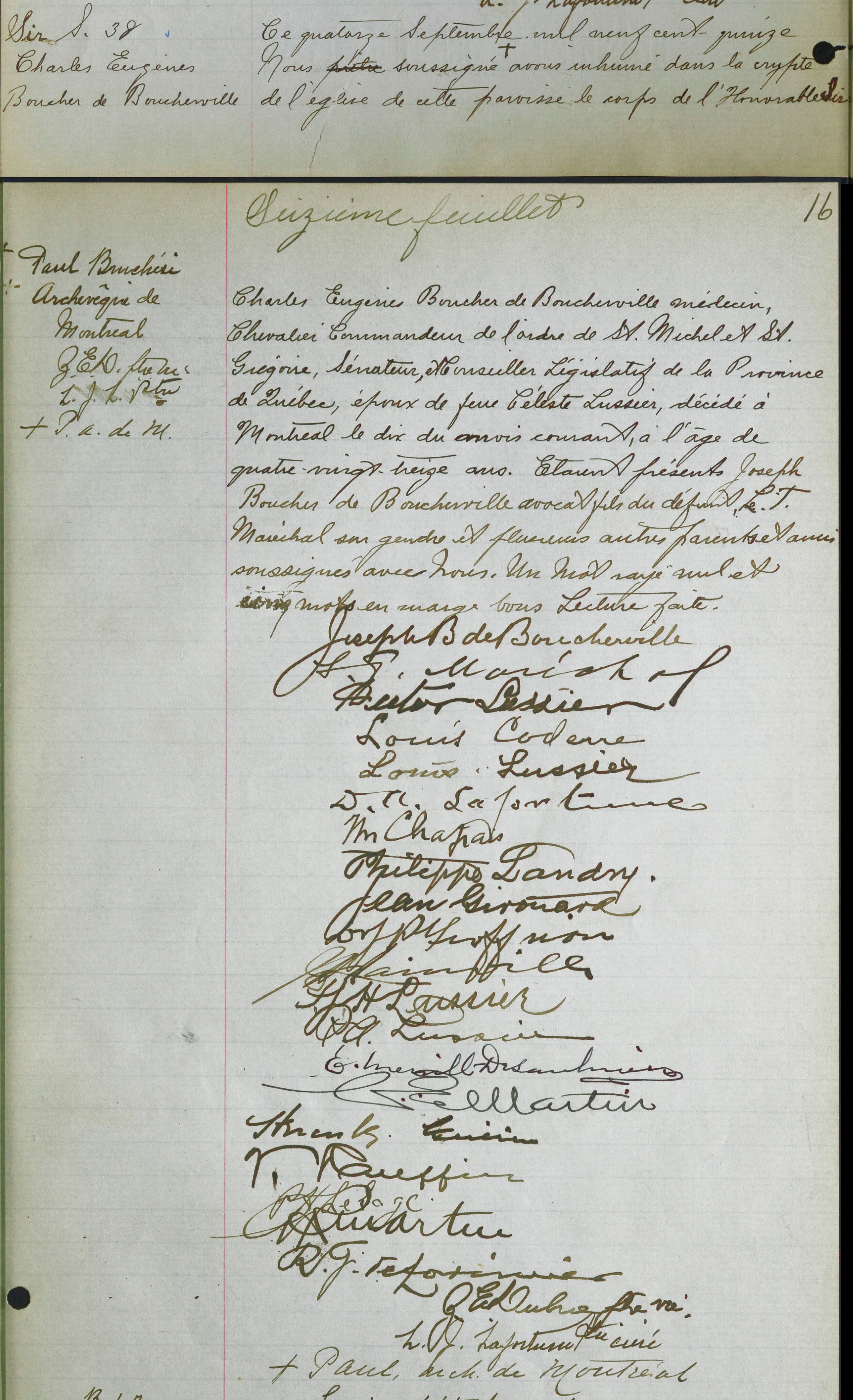
Acte de sépulture de Charles Eugène Boucher de Boucherville. 14 septembre 1915. Paroisse Sainte-Famille de la ville de Boucherville.

## Héraldique
| L'écu de Charles-Eugène Boucher de Boucherville se blasonne ainsi : D'azur, au chevron d'argent, sommé d'un lis de jardin au naturel accosté de deux glands d'or et en pointe d'un rocher sommé d'une croix latine, le tout aussi d'or. |

## Résultats électoraux canadiens

### Résultats électoraux de Charles-Eugène Boucher de Boucherville
À venir.

## Résultats électoraux provinciaux

### Résultats électoraux du Parti conservateur du Québec sous Boucher de Boucherville
| Partis | Partis                   | Chef                                   | Candidats | Sièges | Sièges | Voix   | Voix   | Voix   |
| Partis | Partis                   | Chef                                   | Candidats | 1871   | Élus   | Nb     | %      | +/-    |
| --- | ------------------------ | -------------------------------------- | --------- | ------ | ------ | ------ | ------ | ------ |
| | Conservateur             | Charles-Eugène Boucher de Boucherville | 59        | 46     | 43     | 44 328 | 51 %   | +0,7 % |
| | Libéral                  | Henri-Gustave Joly de Lotbinière       | 43        | 19     | 19     | 33 763 | 38,8 % | -0,6 % |
| | Conservateur indépendant | Conservateur indépendant               | 16        | -      | 3      | 8 445  | 9,7 %  | +2,2 % |
| | Libéral indépendant      | Libéral indépendant                    | 1         | -      | -      | 405    | 0,5 %  | -      |
| Total | Total                    | Total                                  | 119       | 65     | 65     | 86 941 | 100 %  |        |
| Le taux de participation lors de l'élection était de 65,2 % et 1 115 bulletins ont été rejetés. Il y avait 185 783 personnes inscrites sur la liste électorale pour l'élection, toutefois seules 135 048 personnes avaient plus d'un candidat dans leur district. |                          |                                        |           |        |        |        |        |        |

| Partis | Partis                   | Chef                                   | Candidats | Sièges | Sièges | Voix    | Voix   | Voix    |
| Partis | Partis                   | Chef                                   | Candidats | 1890   | Élus   | Nb      | %      | +/-     |
| --- | ------------------------ | -------------------------------------- | --------- | ------ | ------ | ------- | ------ | ------- |
| | Conservateur             | Charles-Eugène Boucher de Boucherville | 69        | 23     | 51     | 91 579  | 52,4 % | +7,00 % |
| | Libéral                  | Félix-Gabriel Marchand                 | 61        | 43     | 21     | 76 280  | 43,7 % | -0,89 % |
| | Conservateur indépendant | Conservateur indépendant               | 3         | 1      | 1      | 1 126   | 0,6 %  | -0,43 % |
| | Ouvrier                  |                                        | 1         | 1      | 0      | 2 025   | 1,2 %  | -0,08 % |
| | Libéral indépendant      | Libéral indépendant                    | 2         | -      | -      | 1 943   | 1,1 %  | -0,78 % |
| | National                 |                                        | 2         | 5      | 0      | 1 774   | 1 %    | -4,85 % |
| | Indépendant              | Indépendant                            | 1         | -      | -      | 24      | 0 %    | -       |
| Total | Total                    | Total                                  | 139       | 73     | 73     | 174 751 | 100 %  |         |
| Le taux de participation lors de l'élection était de 69,1 % et 1 757 bulletins ont été rejetés. Il y avait 294 335 personnes inscrites sur la liste électorale pour l'élection, toutefois seules 255 455 personnes avaient plus d'un candidat dans leur district. |                          |                                        |           |        |        |         |        |         |